# Ectemnonotum kedahanum
Ectemnonotum kedahanum är en insektsart som beskrevs av Victor Lallemand 1930. Ectemnonotum kedahanum ingår i släktet Ectemnonotum och familjen spottstritar. Inga underarter finns listade i Catalogue of Life.